# Natos intervention i Bosnien och Hercegovina
Natos intervention i Bosnien och Hercegovina var en serie handlingar som utfördes av Nato under och efter Bosnienkriget. Ingreppet var till en början politiskt och symboliskt, men kom sedan att omfatta flera större flygoperationer, och slutligen skickades 60 000 IFOR-soldater dit.

## Tidiga ingrepp
Natos första ingrepp i Bosnienkriget, och Jugoslaviska krigen överhuvudtaget, ägde rum i februari 1992, då man bad de deltagande i konflikten att släppa in FN:s fredsarbete. Trots att det först mest var symboliskt, ledde det senare till flera Natoaktioner.
Den 10 juli 1992 hölls ett möte i Helsingfors. Där träffades Natomedlemsländernas utrikesministrar och uttalade sitt stöd för Resolution 713 i Förenta nationernas säkerhetsråd och Resolution 757 i Förenta nationernas säkerhetsråd om sanktioner. Det ledde till Operation Maritime Monitor utanför Montenegros kust, som samordnades med Västeuropeiska unionens Operation Sharp Vigilance i Otrantosundet den 16 juli 1992. Den 9 oktober 1992 antogs Resolution 781 i Förenta nationernas säkerhetsråd, som ledde till upprättandet av en flygförbudszon över Bosnien och Hercegovina. Den 16 oktober 1992 utökade Nato sina uppdrag i området till att även omfatta Operation Sky Monitor.